# Ljungryda naturreservat
Ljungryda är ett naturreservat i Olofströms kommun i Blekinge län.
Reservatet är skyddat sedan 1986 och omfattar 11 hektar. Det är beläget söder om Olofström och består av ett kuperat åslandskap i Holjeåns dalgång, på gränsen mot Skåne.

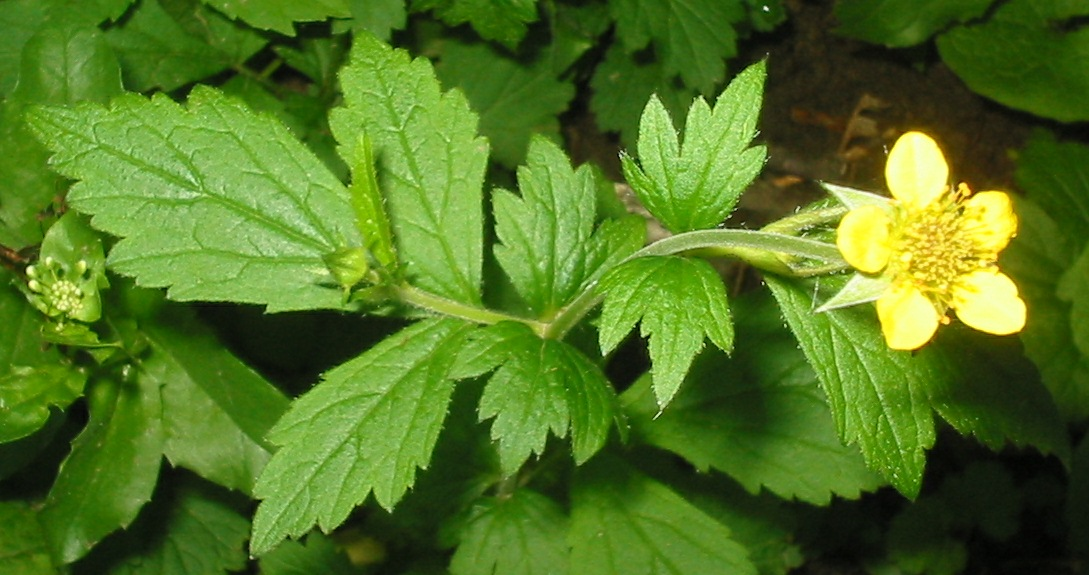
Nejlikrot

Reservatet bildades främst för att bevara områdets isälvsavlagringar. Vidare för att bevara ädellöv- och strandlövskogarna samt de öppna betesmarkerna. År 2012 utvidgades naturreservatet med Kungagravskullen. I kanten av området flyter Holjeån stilla för att söderut övergå i forsande sträckor. Ån har ett rikt växt- och djurliv. Utmed ån finns mer eller mindre utbredda klibbalstrandskogar.
Kring Holjeån finns ett större antal bronsåldersgravhögar varav Kungagraven är den största. Den är 20 meter i diameter och mer än 3 meter hög.
Tillsammans med Östafors bruk naturreservat i söder utgör de ett sammanhängande naturskyddat område.
Merparten av naturreservatet ingår i EU:s ekologiska nätverk, Natura 2000.